# Postmoderní filozofie
Postmoderní filosofie je filosofický směr, který zastává kritický postoj k určitým fundamentálním předpokladům západní filosofie, především pak k osvícenství. Poukazuje na to, jakou důležitost v „konstruování“ pravd a světonázorů hrají mocenské vztahy, personalizace a diskurz. Postmoderní filosofové odmítají existenci objektivní reality i existenci objektivních morálních hodnot.
Postmoderní filosofie je často skeptická k jednoduchým binárním opozicím, jež jsou charakteristické pro strukturalismus. Poukazuje na problém čistého a zjednodušeného odlišování různých protikladů: vědění od neznalosti, sociálního pokroku od úpadku, dominance od poslušnosti, dobrého od špatného, přítomného od nepřítomného. Postmoderní filosofie má také velmi blízký vztah ke kritické teorii.

## Charakteristická tvrzení
Dle Briana Duignana z encyklopedie Britannica jsou mnohá postmoderní tvrzení úmyslným odmítnutím určitých hodnot, jež mají své kořeny v osvícenství 18. století. Postmodernisté mohou zastávat názor, že zde není žádná přirozená objektivní realita, a že logika a rozum jsou pouhými konceptuálními konstrukty, jež nejsou univerzálně platné. Dalšími dvěma charakteristickými protiosvícenskými postmoderními postoji jsou odmítnutí existence lidské přirozenosti a skepticismus ohledně toho, že věda a technologie změní společnost k lepšímu. Postmodernisté také věří, že neexistují žádné objektivní morální hodnoty. Postmoderní spisy se často zaměřují na dekonstrukci role, kterou při tvarování diskurzu hrají moc a ideologie. Postmoderní filosofie sdílí ontologické podobnosti s klasickými skeptickými a relativistickými systémy víry. Také sdílí politické podobnosti s politikou identity.

## Problémy ohledně definice
Filosof John Deely tvrdí, že označení myslitelů jako je Derrida apod. za postmodernisty je předčasné. Pokud tito „postmodernisté“ důkladně následují moderní trend idealismu, pak se zde jedná spíše o ultramodernismus, než o postmodernismus, či cokoliv jiného. Aby postmodernismus dostál svého jména, nesmí se už nadále omezovat na premoderní předpojast s „věcmi“ či s moderním ohraničením „myšlenek“, ale musí dospět k termínům způsobem, kterým jsou znaky vtělené v semotických doktrínách takových myslitelů jako jsou portugalský filosof João de Santo Tomás a americký filosof Charles Sanders Peirce. Delly píše,

Epocha řecké a latinské filosofie byla založena na „bytí“ v docela přesném smyslu: existence vykonávaná věcmi nezávisle na lidském chápání a jeho postojích. Mnoho kratších epoch moderní filosofie se zakládalo na nástrojích lidského vědění, avšak takovým způsobem, který zbytečně kompromitoval bytí. S tím, jak končí dvacáté století, je zde důvod věřit, že nová filosofická epocha je na úsvitu spolu s novým stoletím, slibujíce, že v lidském porozumění bude nejbohatší epochou vůbec. Postmoderní éra je stavěna do pozice syntetizování vyšší úrovně – úrovně zkušenosti, kde se bytí věcí a aktivita konečného vědoucího pronikají a poskytují materiály, z kterých může být derivována znalost povahy a znalost kultury v jejich plné symbióze. Postmoderní éra si za svůj výrazný filosofický úkol klade objevení nové cesty, nikoliv už antické cesty věcí ani moderní cesty idejí, ale cesty znaků, přičemž kopce a údolí antiky a moderny mohou být prozkoumány a kultivovány generací, která má ještě další vrcholy k pokoření a údolí k nalezení.

## Historie

### Předchůdci

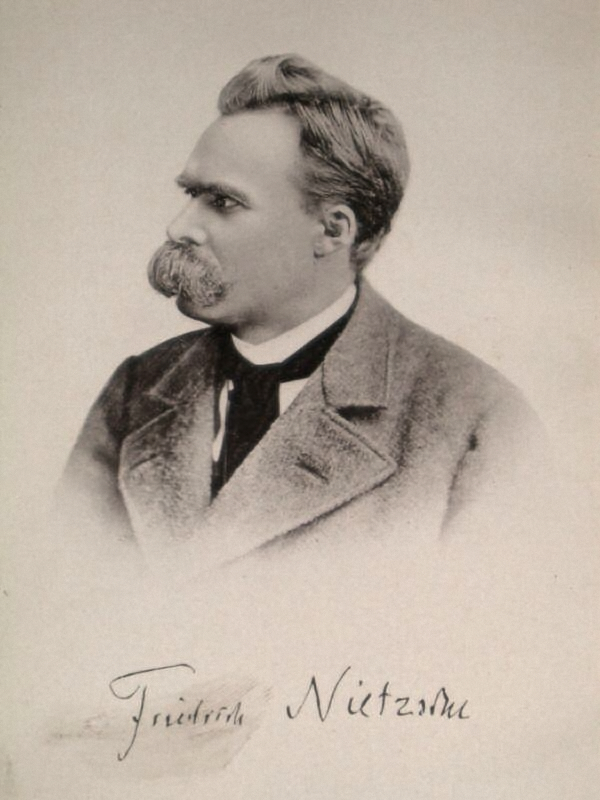
Jeden z předchůdců postmoderní filosofie, Friedrich Nietzsche.

Zatímco o postmoderně se mluví již od čtyřicátých let, postmoderní filosofie vznikla až o něco později, během druhé poloviny 20. století. Nicméně, mnoho témat bylo dáno postmoderní filosofii již jejími předchůdci.
Byla velmi ovlivněna jednak spisy Sorena Kierkegaarda a Friedricha Nietzscheho z 19. století, jednak filosofy z první poloviny 20. století, včetně fenomenologů Edmunda Husserla a Martina Heideggera, psychoanalytika Jacquese Lacana, strukturalisty Rolanda Barthese, a z pozdějších prací Ludwiga Wittgensteina. Postmoderní filosofie také čerpala ze světa umění a architektury. Jedná se především o Marcela Duchampa, Johna Cage a architekturu Las Vegas a Pompidouova centra.

### Raní postmoderní filosofové
Nejvlivnějšími postmoderními filosofy byli Jean Baudrillard, Jean-François Lyotard, a Jacques Derrida. Často k nim bývá přiřazován i Michel Foucault, ačkoli on sám toto označení odmítal. Tvrdil, že vědění je produkováno na základě moci a fundamentálně se mění v různých historických obdobích.
Lyotard se převážně zabýval rolí narace v lidské kultuře, částečně i tím, jak se tato role změnila, když jsme přešli z moderny do „postindustriálního“ či postmoderního stavu. Tvrdil, že moderní filosofické směry legitimizovaly svá tvrzení nikoliv na logických či empirických základech, nýbrž spíše na základech přijatých příběhů či tzv. metanarací. Dále tvrdil, že v postmoderním stavu již tyto metanarace nemohou tvrzení nadále legitimizovat. Ostatně, Lyotard definoval postmodernismus jako nedůvěřivost vůči metanaracím. Naznačil, že v důsledku kolapsu moderních metanarací lidé vytvářejí novou „jazykovou hru“, která se nesnaží vytvářet absolutní pravdy, nýbrž spíše oslavuje svět stále se měnících vztahů (jak mezi lidmi navzájem, tak i lidí k světu).
Derrida, otec dekonstrukce, praktikoval filosofii jakožto formu textové kritiky. Kritizoval to, že západní filosofie upřednostňuje koncept přítomnosti a mluveného slova (logos) před nepřítomností a psaným slovem.